# Benjani Mwaruwari
Benjamin "Alessio" Mwaruwari, poznatiji kao Benjani (Bulawayo, 13. kolovoza 1978.) je bivši zimbabveanski nogometaš. Iako su mu roditelji malavijskog podrijetla, odlučio je nastupati za reprezentaciju Zimbabvea.

## Karijera
Benjani je karijeru započeo u klubovima Lulu Rovers, University of Zimbabwe a 1999. prelazi u Air Zimbabwe Jets koji je igaro u prvoj zimbabvejskoj ligi. Iste godine prelazi u južnoafrički klub Jomo Cosmos, te je 2001. proglašen za najboljeg igrača južnoafričke lige. 
Benjani je iduće sezonu bio na posudbi u švicarskom Grasshopperu, a 2002. prelazi u AJ Auxerre, te postaje najbolji strijelac Ligue 1. U siječnju 2006. prelazi u Portsmouth za 4.1 milijun funti. U tri sezone u Portsmouthu, Benjani je postigao 19 pogodaka u 70 utakmica. 
U veljači 2008. Benjani prelazi u Manchester City za 3.87 milijuna funti. U svom debiju u dresu Cityja 10. veljače, postigao je pobjednički gol u pobjedi protiv gradskog rivala Manchester Uniteda. 

## Vanjske poveznice
- Profil na Transfermarktu
- Profil na Soccerwayu